# Lucia Bacchi
Pour les articles homonymes, voir Bacchi.
Lucia Bacchi est une joueuse italienne de volley-ball née le 4 janvier 1981 à Casalmaggiore. Elle mesure 1,81 m et joue au poste de réceptionneuse-attaquante.

## Clubs
| Club                    | Pays   | De        | À         |
| ----------------------- | ------ | --------- | --------- |
| Display Reggio Emilia   | Italie | 2001-2002 | 2001-2002 |
| FV Busto Arsizio        | Italie | 2002-2003 | 2003-2004 |
| Curtatone Volley        | Italie | 2004-2005 | 2004-2005 |
| Esperia Cremona         | Italie | 2005-2006 | 2007-2008 |
| Volley Bergamo          | Italie | 2008-2009 | 2008-2009 |
| Universal Volley Modena | Italie | 2009-2010 | 2010-2011 |
| Parme Volley Girls      | Italie | 2011-2012 | 2011-2012 |
| VBC Casalmaggiore       | Italie | 2012-2013 | …         |

## Palmarès
- Ligue des champions
  - Vainqueur : 2009.